# Susheela Raman
Susheela Raman (tamoul : சுசீலா ராமன்), née à Hendon, Londres, le 21 juillet 1973, est une chanteuse anglaise. Elle a été nommée aux BBC World Music Awards en 2006. Son premier album Salt Rain avait été nommé en 2001 au Mercury Prize. Sa musique et ses performances live sont inspirées des traditions Bhakti et Sufi d'Inde et du Pakistan.

## Biographie
Née en Angleterre de parents originaires d'Inde du sud, Raman grandit en Australie, où ses parents entretiennent son lien avec l'Inde en lui faisant étudier la musique carnatique avec une professeure originaire de Madras. Adolescente, elle se plonge dans la soul, le blues et le rock. Dans son album 33 1/3, elle reprend par exemple Voodoo Child (Slight Return) de Jimi Hendrix, ainsi que des compositions de John Lennon, Bob Dylan ou Nirvana.
Avec Vel, elle explore une différente tradition de la musique indienne : les chants extatiques dévotionnels tamouls. Elle poursuit cette démarche avec Queen Between, où elle explore les chants qawwalî, bâul et tamoul sur fond de rock psychédélique.

## Discographie
- 2001 : Salt Rain
- 2003 : Love Trap
- 2005 : Music for Crocodiles
- 2007 : 33 1/3
- 2011 : Vel
- 2014 : Queen Between
- 2018 : Ghost Gamelan